# William Gillette
William Gillette (24 de julio de 1853 – 29 de abril de 1937) fue un actor, dramaturgo y director teatral estadounidense de finales del siglo XIX e inicios del XX, conocido por sus interpretaciones de Sherlock Holmes. 

## Inicios
Su verdadero nombre era: William Hooker Gillette, y nació en Hartford, Connecticut.
Su padre era Francis Gillette, antiguo senador de los Estados Unidos, y paladín de la abolición de la esclavitud, de la educación pública, de la abstinencia alcohólica y del sufragio femenino. Su madre era Elisabeth Daggett Hooker, descendiente del Reverendo Thomas Hooker, líder puritano que fundó la ciudad de Hartford. Gillette tuvo tres hermanos y una hermana. Otra hermana, Mary, había muerto a edad temprana. 
Gillette estudió oratoria e ingeniería, pero su verdadera vocación era la de actor. A los 20 años dejó Hartford para aprender interpretación, trabajando brevemente para una compañía de repertorio de Nueva Orleans. Posteriormente volvió a Nueva Inglaterra donde con recomendación de Mark Twain debutó en 1875 en el Teatro Globe de Boston con la obra de Twain "The Gilded Age". Tras ello, Gillette fue actor de repertorio durante seis años actuando en Boston, Nueva York y el Medio Oeste. 
Durante esos años Gillette siguió estudios de manera irregular, con objeciones de su familia hacia la profesión que él había elegido. Tras muchas diferencias con su padre, cuando este enfermó en 1878 Gillette se alejó de los escenarios durante más de un año a fin de dedicarse a su cuidado.
En 1882 Gillette se casó con Helen Nichols, la cual falleció en 1888 a causa de una peritonitis secundaria a una apendicitis perforada. Estuvo apesadumbrado varios años, y en la primavera de 1890 enfermó de tuberculosis. A causa de todo ello pasó cuatro años sin actuar y nunca volvió a casarse.

## Dramaturgo, director y actor

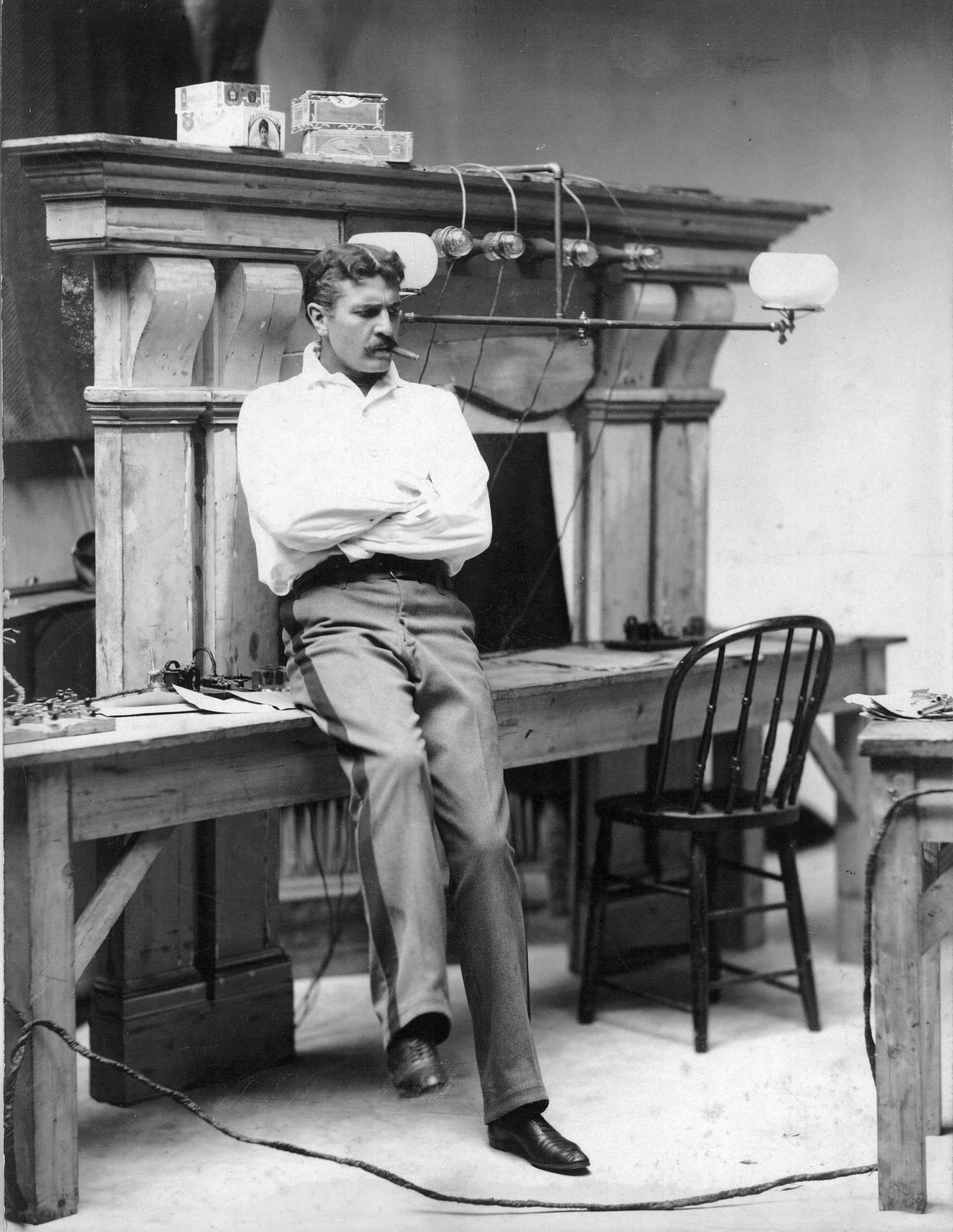
Gillette en Secret Service.

En 1881, mientras actuaba en Cincinnati, Gillette fue contratado para trabajar como dramaturgo, director y actor por 50 dólares semanales por Gustave Frohman y Daniel Frohman. La primera obra que escribió y produjo fue The Professor, que se estrenó en el Teatro Madison Square, tuvo un total de 151 funciones y se exhibió en una gira por diversos estados. Ese mismo año produjo Esmeralda, escrita con la colaboración de Frances Hodgson Burnett.
Gillette era un escritor con una gran sentido de lo dramático, y sus dos escenas más cautivadoras, en las obras Held by the Enemy y Secret Service, todavía están consideradas como las más dramáticas de la historia del teatro estadounidense. Además, fue muy creativo en el modo de tratar a los personajes, algo que se advierte en Held by the Enemy, obra en la que la distinción tradicional entre el héroe y el villano queda difuminada.  
También destacó en Gillette su neutralidad al escribir sobre la Guerra Civil de los Estados Unidos en dos de sus obras, tratando de la misma manera a ambos bandos y confiriendo a los dos las mismas características de integridad, lealtad y honor.
De hecho, fue el primer dramaturgo estadounidense cuyas obras fueron verdaderamente apreciadas también en el Reino Unido, en una época en la que el público de ambos países prefería ver obras de estilo británico. Gillette cambió todo ello con piezas como Held by the Enemy y Secret Service.

## Inventor
Durante la producción en 1886-87 de Held by the Enemy, Gillette desarrolló un nuevo método para simular el galope de un caballo, el cual fue patentado, aunque no existen ilustraciones que expliquen claramente su funcionamiento.
Además de este método, también fue el autor de otras cuatro patentes, entre ellas un tipo de sello fechador de documentos.

## Regreso
Charles Frohman produjo algunas de las obras de Gillette, asociándose finalmente ambos. Sus producciones tuvieron gran éxito, incluso en el Reino Unido.

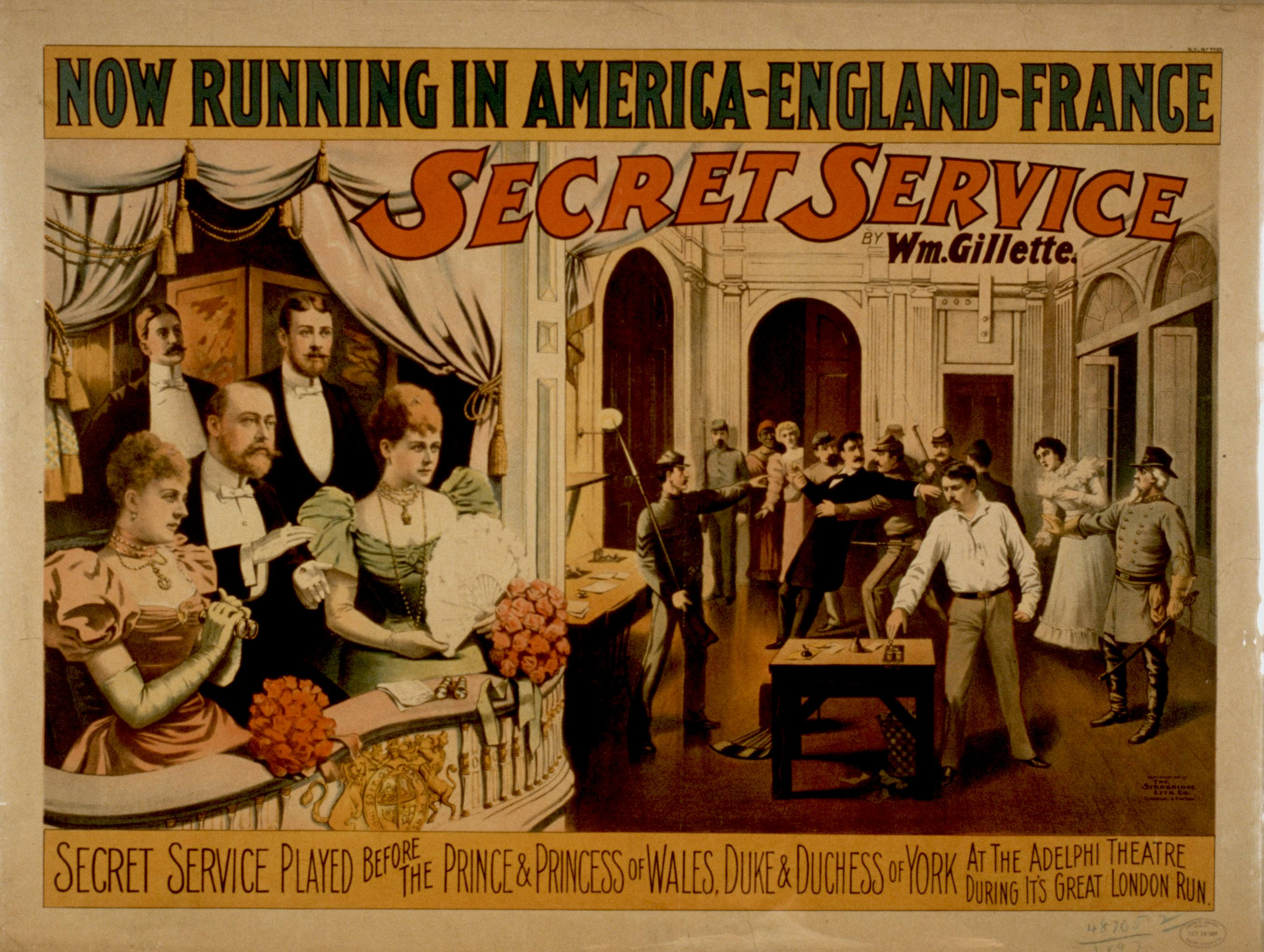
Póster de Secret Service

Gillette finalmente finalizó su retiro en octubre de 1894 con Too Much Johnson, adaptación de una farsa francesa, La Plantation Thomassin, de Maurice Ordonneau. Tras debutar en el Teatro Park de Waltham, Massachusetts, el 29 de octubre se estrenó en el Teatro Columbia de Brooklyn. 
En 1895 vio la luz su obra cumbre, Secret Service, la mejor de las muchas piezas escritas sobre la Guerra Civil tras el fin de la misma. Secret Service se estrenó en el Teatro Broad Street de Filadelfia, con Maurice Barrymore en el papel principal. Gillette reescribió parte de la obra y la protagonizó cuando se exhibió en el Teatro Garrick el 5 de octubre de 1896. Fue la primera vez que hacía un papel romántico en una de sus piezas. La producción se representó hasta el 6 de marzo de 1897 con un enorme éxito de público y de taquilla. Tras estos éxitos, Frohman estrenó Secret Service en el Teatro Adelphi de Londres el 15 de mayo de 1897, pasando a ser su producción de mayor aceptación en Inglaterra.

## Sherlock Holmes

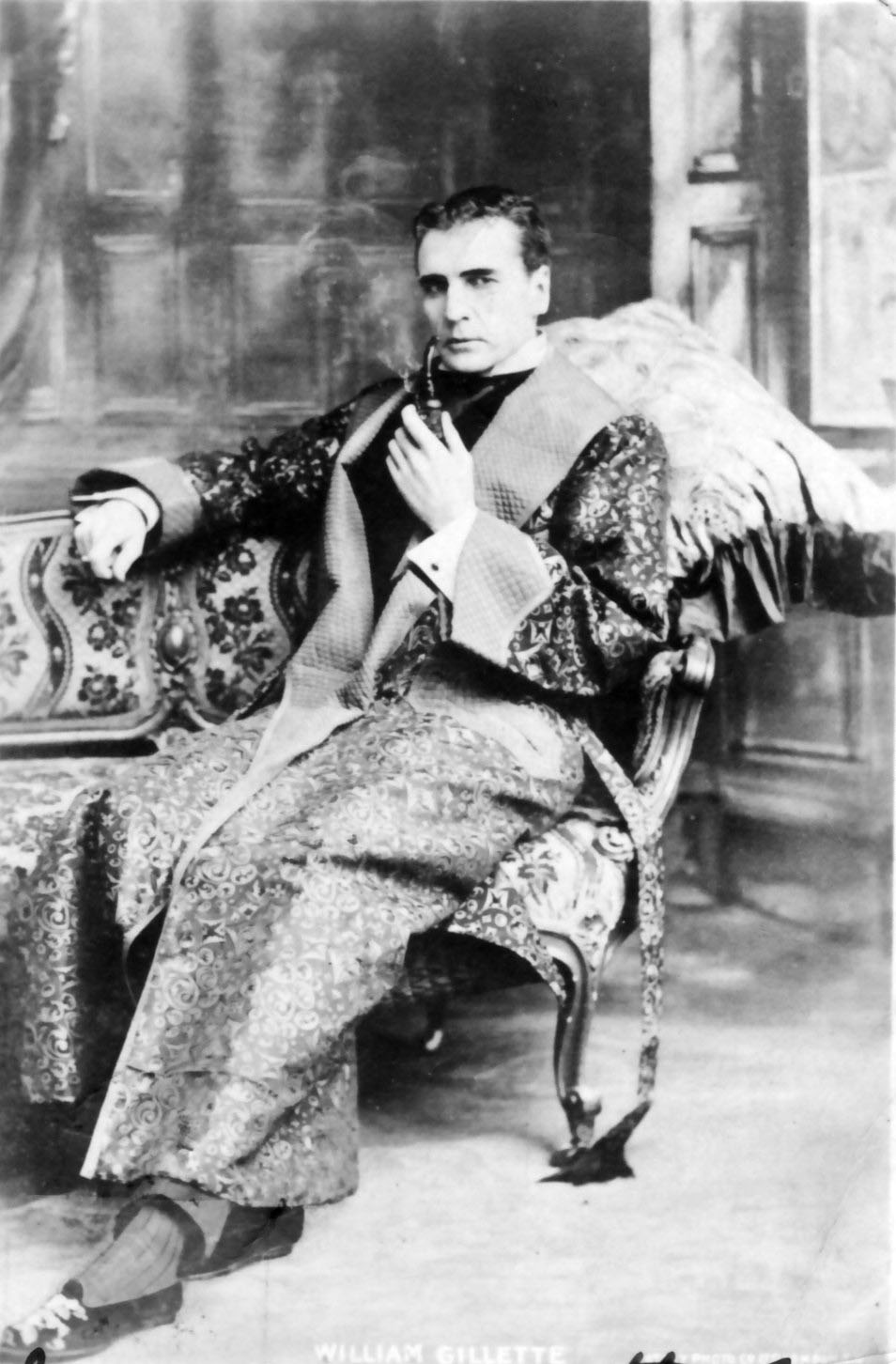
Gillette como Sherlock Holmes.

En esa época Arthur Conan Doyle había decidido finalizar la saga de Sherlock Holmes, por lo que había matado a su personaje en 1893 en El problema final. Sin embargo, estando necesitado Doyle de nuevos ingresos, decidió llevar su personaje al teatro, por lo que escribió una obra. 
Doyle ofreció el papel en primer lugar a Henry Irving y a Herbert Beerbohm Tree. Irving declinó la oferta, y Tree solicitó cambios en la obra. Tras diversas vicisitudes el guion llegó a manos de Charles Frohman, que sugirió unas pequeñas adaptaciones para que Gillette interpretara el personaje.
La versión de Gillette constaba de cinco escenas en dos actos. En la obra se utilizaron elementos de las tramas de Escándalo en Bohemia, El problema final, Estudio en escarlata, El signo de los cuatro, El misterio del Valle de Boscombe y El intérprete griego. Sin embargo, con la excepción de Holmes, Watson, Moriarty y Billy the Pageboy, todos los otros personajes fueron ideados por Gillette. 
A diferencia del original todo intelecto, "una máquina más que un hombre," Gillette retrató a Holmes como valiente y abierto a la expresión de sus sentimientos. Llevaba en escena un gorro de cazador, que ya aparecía en las ilustraciones de Sidney Paget de la década de 1890. Gillette fue el que presentó al personaje con una pipa curva de brezo, posiblemente para que el público le viera mejor el rostro. Otros artefactos que utilizaba eran la lupa, el violín y una jeringa. El actor fue el primero en acuñar la frase "Oh, this is elementary, my dear fellow" ("elemental mi querido amigo") que más tarde usaría el actor Clive Brook en la primera cinta hablada. 
El personaje femenino Irene Adler, La Mujer de la serie, fue reemplazada por Alice Faulkner, una joven que acaba enamorándose de Holmes. El botones, originalmente sin nombre, fue bautizado como Billy, nombre que se conservó en los filmes de Basil Rathbone y producciones posteriores.
Tras haberse finalizado el guion de Sherlock Holmes: The Strange Case of Miss Faulkner (posteriormente retitulada Sherlock Holmes - A Drama in Four Acts), un incendio afectó al Teatro Baldwin, destruyéndose tanto el guion de Doyle como la adaptación de Gillette.
Gillette hubo de reescribir la pieza, tarea para la que necesitó un mes de trabajo. Más adelante Doyle y Gillette tuvieron la oportunidad de conocerse y, tras un encuentro en el cual Gillette apareció caracterizado como Holmes, ambos autores iniciaron una amistad que duró toda la vida.
En 1916 participó en la primera adaptación cinematográfica de la obra, encarnando por primera vez en la gran pantalla al propio Holmes. El film había estado perdido durante años hasta que fue hallado en un Archivo de Cine Francés en 2014.

### Gira de Holmes
Sherlock Holmes debutó el 23 de octubre de 1899 en el Teatro Star de Búfalo. Tras diversas funciones en Rochester, Siracusa, y en Scranton y Wilkes-Barre, estas últimas en Pensilvania, Sherlock Holmes debutó en Broadway en el Teatro Garrick el 6 de noviembre de 1899, representándose hasta el 16 de junio de 1900. Fue un éxito instantáneo, y Gillette aplicó a las funciones sus innovadores efectos especiales. 
Tras una semana en Liverpool, la compañía debutó en Londres el 9 de septiembre de 1901 en el Teatro Lyceum, actuando posteriormente en el Duke of York. La obra fue un éxito de público, a pesar de no convencer a la crítica, y se representó en 256 ocasiones, incluyendo una gala para Eduardo VII del Reino Unido el 1 de febrero de 1901. Después viajaron por Inglaterra y por Escocia con dos grupos complementarios: El Norte (con H.A. Saintsbury) y el Sur (con Julian Royce). Al mismo tiempo la obra se produjo para países como Australia, Suecia y Sudáfrica. 
En Estados Unidos Gillette volvió a hacer una gira entre 1902 y noviembre de 1903, cuando protagonizó The Admirable Crichton, de James Matthew Barrie, a petición del propio autor. Después trabajó en una obra propia, Electricity, en 1910, en la pieza de Victorien Sardou Diplomacy (1914), en la de Clare Kummer A Successful Calamity (1917), en la de Barrie Dear Brutus (1918) y en The Dream Maker (1921, escrita por él). Una breve reposición de Sherlock Holmes en 1923 no generó demasiado interés como para volver a Broadway, por lo que decidió retirarse.

### Fama mundial
A lo largo de su vida, Gillette representó Sherlock Holmes unas 1.300 veces. Además, por todo el mundo se hicieron producciones basadas en el Sherlock Holmes de Gillette, algunas de ellas satíricas y de gran éxito, algo que Frohman intentó frenar presentando diversas demandas legales. 
Una de las parodias fue del mismo Gillette, The Painful Predicament of Sherlock Holmes, representada en beneficio de un actor llamado Joseph Jefferson Holland, que se había retirado a causa de una enfermedad. Retitulada The Harrowing Predicament of Sherlock Holmes, se representó de nuevo, esta vez en beneficio de la Actors Society of America.

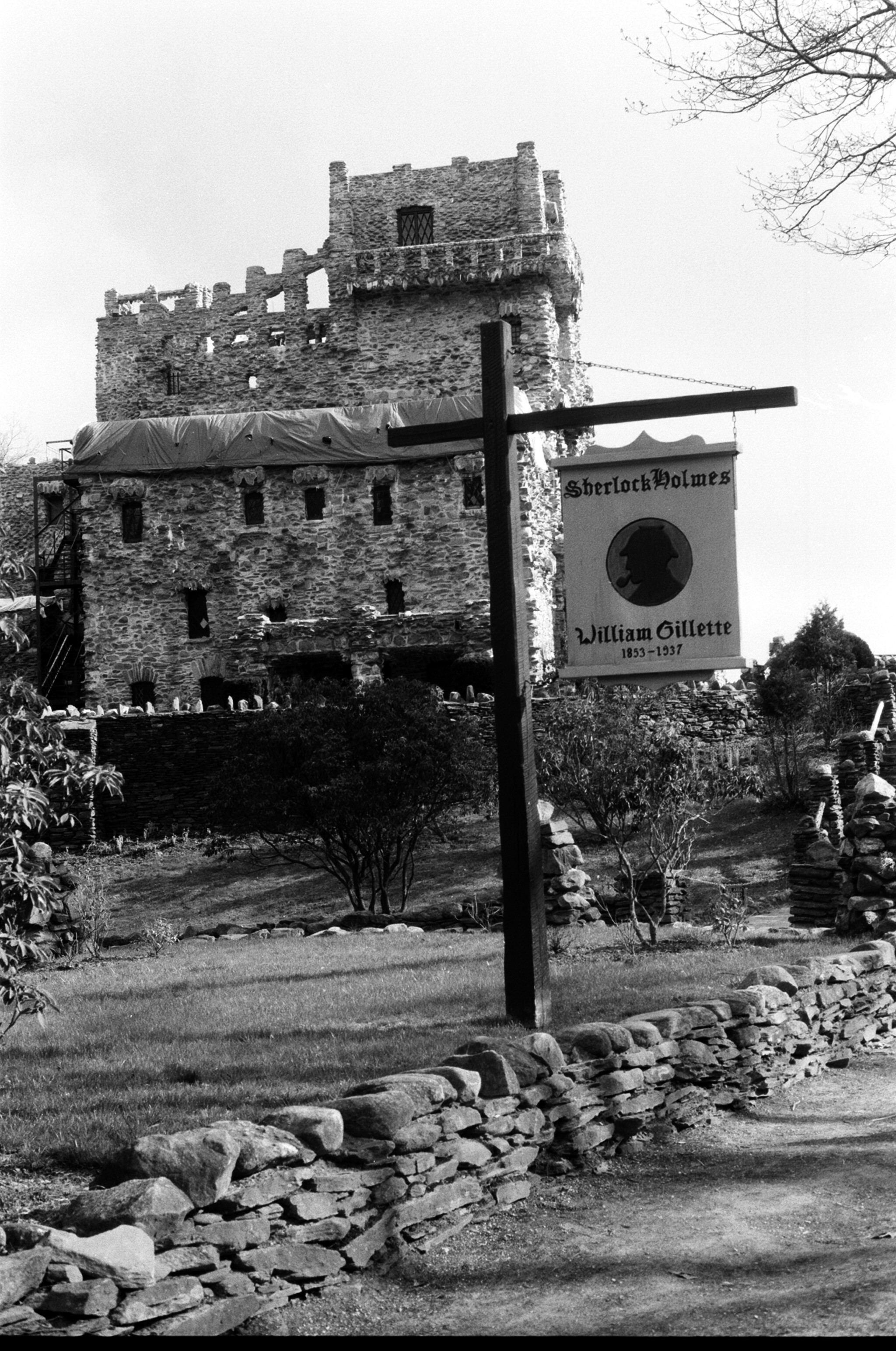
Castillo de Gillette

## Últimos años y gira de despedida
Gillette anunció su retiro en muchas ocasiones a lo largo de su carrera. La primera fue con el cambio de siglo, tras adquirir el barco Aunt Polly de 44 metros y 200 toneladas.
En 1929, a los 76 años de edad, Gillette inició su gira de despedida de Sherlock Holmes en Springfield, Massachusetts. Aunque diseñada para dos temporadas, se extendió finalmente hasta 1932. Al iniciar la gira, en el reparto figuraba la actriz Peg Entwistle, que se suicidó en 1932 al saltar desde la letra H del cartel de Hollywood. 
El 25 de noviembre de 1929 tuvo lugar en el teatro New Amsterdam de Nueva York una gran ceremonia. Gillette recibió un libro con las firmas de 60 eminencias mundiales. En el acto intervinieron Arthur Conan Doyle, Calvin Coolidge y Booth Tarkington. La última actuación de Gillette como Sherlock Holmes tuvo lugar el 19 de marzo de 1932 en Wilmington (Delaware).
Su última aparición en escena fue con la obra de Austin Strong Three Wise Fools en 1936, junto a los actores Charles Coburn, James Kirkwood, Sr., Brandon Tynan, Isabell Irving, y Mary Rogers, hija del actor Will Rogers.
William Gillette falleció el 29 de abril de 1937 en Hartford, a causa de una hemorragia pulmonar. Fue enterrado en el Cementerio Riverside de Farmington, Connecticut, al lado de su esposa.

### Filmografía
- En 1916 Gillette protagonizó la primera adaptación cinematográfica de su Sherlock Holmes, aunque no fue el primer film sobre el personaje.
- En 1922, Goldwyn Pictures Corporation filmó otra versión de la obra de Gillette, dirigida por Albert Parker y con John Barrymore como Holmes.
- Secret Service fue rodada en 1919 por Paramount Pictures y dirigida por Hugh Ford, con Robert Warwick en el papel de Gillette y con Shirley Mason como primera actriz.
- Secret Service se filmó de nuevo en 1931 por RKO Pictures. Fue dirigida por J. Walter Ruben e interpretada por Richard Dix.
- En 1977 se rodó una producción de Secret Service con dos desconocidos en ese momento, John Lithgow y Meryl Streep.

### Radio
- El 20 de octubre de 1930 Gillette interpretó la primera versión radiofónica de Sherlock Holmes: The Adventure of the Speckled Band. Se basaba en la versión teatral original de Conan Doyle, readaptada por Edith Meiser. El show fue el piloto para una serie que, tras Gillette, Richard Gordon protagonizó a lo largo de 34 programas.
- El 18 de noviembre de 1935, Gillette, ya con 82 años de edad, interpretó su propio Sherlock Holmes. Su obra fue readaptada de nuevo por Edith Meiser. Reginald Mason hacía de Dr. Watson y Charles Bryant de Moriarty. Este show fue también un piloto para una nueva serie de Holmes del Lux Radio Theater.

### Novelista
- 1927, The Astounding Crime on Torrington Road. Única novela de misterio.